# 王霞
王霞（1963年4月—），辽宁彰武人，蒙古族，中华人民共和国女高音歌唱家、全国人民代表大会上海地区代表。
毕业于华南工学院化工机械专业，担任中央歌剧院一级演员。2008年，当选第十一届全国政协委员，代表文化艺术界，分入第二十六组。2013年，被选为全国人大代表。2018年2月24日，当选为第十三届全国人大代表。